# Kerstin Mey
Kerstin Mey (Berlín Oriental, 1963) es una académica alemana y presidenta interina de la Universidad de Limerick, la primera mujer en ser presidenta de una universidad en Irlanda.

## Trayectoria académica
Kerstin Mey nació en Berlín Oriental, República Democrática Alemania, en 1963. En la Universidad de Humboldt de Berlín estudió Arte y Lengua y Literatura alemana, luego se graduó con un doctorado en Teoría y Estética del Arte en la misma institución. Ocupó cargos en varias universidades en Alemania y en el Reino Unido antes de mudarse a Limerick. Fue vicerrectora y decana de la Escuela de Medios, Artes y Diseño de Westminster, y profesora de Teoría y Arte Contemporáneo en la Universidad de Westminster. En abril de 2018 se convirtió en la vicepresidenta de Asuntos Académicos y Participación Estudiantil de la Universidad de Limerick, así como en profesora de Cultura Visual.
Ocupó varios puestos en educación, incluido el de directora de CREST (Consorcio para la excelencia en la investigación, el apoyo y la formación, GuildHE, Reino Unido); vicepresidente de CHEAD (Consejo de Educación Superior en Arte y Diseño, Reino Unido), formó parte del Consejo Científico de Austria y fue miembro del Consejo de Supervisión de la Fundación Europea para la Libertad de Prensa y Medios. Actualmente trabaja en el Comité Asesor Internacional de ISEA. También se desempeña como miembro de la Junta Directiva de la Irish Chamber Orchestra.
En julio de 2020 fue nombrada presidenta de la Universidad de Limerick.

## Obras publicadas
- Kröncke, Meike, Kerstin Mey, y Yvonne Spielmann, eds. 2015. Kultureller Umbau. De Gruyter. Libro electrónico
- Mey, Kerstin, Doris Rohr y Ruth Morrow. 2008. Creative transformations: conversations on determination, risk, failure and unquantifiable success. Coleraine: University of Ulster.
- Mey, Kerstin. 2007. Art and obscenity. New York: Taurus.
- Mey, Kerstin, and Yvonne Spielmann. 2005. Hybrid identities in Digital Media. London: Sage.
- Mey, Kerstin. 2005. Art in the making: aesthetics, historicity, and practice. Oxford: Peter Lang.
- Mey, Kerstin, Simon Yuill. 2004. Cross-wired: communication, interface, locality. Manchester: Univ. Press.
- Mey, Kerstin. 2003. Albatros: sztuka współczesna ze Szkocji : Andrew Cranston, Mateusz Fahrenholz, Derrick Guild, The Lonely Piper, Edward Summerton. Toruń: Galeria Sztuki "Wozownia".
- Mey, Kerstin. 2002. Sculpsit: contemporary artists on sculpture and beyond. Manchester: Manchester University Press.
- Mey, Kerstin. 1996. Duel: Tracy Mackenna and Karla Sachse in a Henry Moore Institute Fellowship Project curated by Kerstin Mey. Duel. Duel. Leeds: Centre for the Study of Sculpture.